# Madrid (Alabama)
Madrid és una població dels Estats Units a l'estat d'Alabama. Segons el cens del 2000 tenia 303 habitants.

## Demografia
Segons el cens del 2000, Madrid tenia 303 habitants, 119 habitatges, i 89 famílies. La densitat de població era de 60,3 habitants/km².
Dels 119 habitatges en un 42% hi vivien nens de menys de 18 anys, en un 60,5% hi vivien parelles casades, en un 10,9% dones solteres, i en un 24,4% no eren unitats familiars. En el 20,2% dels habitatges hi vivien persones soles el 12,6% de les quals corresponia a persones de 65 anys o més que vivien soles. El nombre mitjà de persones vivint en cada habitatge era de 2,55 i el nombre mitjà de persones que vivien en cada família era de 2,96.
Per edats la població es repartia de la següent manera: un 29,4% tenia menys de 18 anys, un 6,6% entre 18 i 24, un 33% entre 25 i 44, un 19,1% de 45 a 60 i un 11,9% 65 anys o més.
L'edat mediana era de 34 anys. Per cada 100 dones hi havia 85,9 homes. Per cada 100 dones de 18 o més anys hi havia 86,1 homes.
La renda mediana per habitatge era de 14.943 $ i la renda mediana per família de 21.563 $. Els homes tenien una renda mediana de 25.000 $ mentre que les dones 16.563 $. La renda per capita de la població era de 10.409 $. Aproximadament el 18,1% de les famílies i el 30,9% de la població estaven per davall del llindar de pobresa.

## Poblacions més properes
El següent diagrama mostra les poblacions més properes.